# Софи Шолль — последние дни
«Последние дни Софии Шолль» (нем. Sophie Scholl – Die letzten Tage) — кинофильм режиссёра Марка Ротемунда, вышедший на экраны в 2005 году. Фильм рассказывает о последних днях Софи Шолль, участницы антинацистской группы «Белая роза».

## Сюжет
Февраль 1943 года, Мюнхен. После того, как группа студентов размножила очередное антифашистское воззвание, один из её участников Ганс Шолль предлагает разбросать листовки в Мюнхенском университете. На следующий день он и его сестра Софи отправляются выполнять это рискованное задание. Однако их задерживают и отправляют в гестапо, где Софи вступает в противостояние со следователем Робертом Мором.

## В ролях
- Юлия Йенч — Софи Шолль
- Геральд Александр Хельд — Роберт Мор
- Фабиан Хинрихс — Ганс Шолль
- Йоханна Гастдорф — Эльзе Гебель
- Андре Хеннике — Роланд Фрейслер
- Флориан Штеттер — Кристоф Пробст
- Максимилиан Брюкнер — Вилли Граф
- Йоханнес Сум — Александр Шморелль
- Лилли Юнг — Гизела Шертлинг

## Награды и номинации
- 2005 — три награды Берлинского кинофестиваля: «Серебряный медведь» за лучшую режиссуру (Марк Ротемунд) и лучшую женскую роль (Юлия Йенч), а также приз экуменического жюри (Марк Ротемунд).
- 2005 — три премии Европейской киноакадемии: лучшая актриса (Юлия Йенч), лучшая актриса по мнению зрителей (Юлия Йенч), лучший режиссёр по мнению зрителей (Марк Ротемунд). Также лента номинировалась в категориях «лучший фильм» и «лучшая работа художника» (Яна Карен).
- 2005 — три премии Deutscher Filmpreis: лучший фильм по мнению зрителей, лучшая женская роль (Юлия Йенч), второе место в категории «лучший фильм», а также номинации за лучший сценарий (Фред Брайнерсдорфер) и лучшую операторскую работу (Мартин Лангер).
- 2005 — Премия Бернхарда Викки (Марк Ротемунд) на Мюнхенском кинофестивале.
- 2006 — номинация на премию «Оскар» за лучший фильм на иностранном языке.
- 2006 — номинация на премию «Бодил» за лучший неамериканский фильм.